# Atletismo nos Jogos Pan-Americanos de 1979 - 20 km marcha atlética masculina
A prova dos 20 km da marcha atlética masculina nos Jogos Pan-Americanos de 1979 foi realizada em San Juan, Porto Rico.

## Medalhistas
| Ouro                       | Prata                        | Bronze                         |
| Daniel Bautista MEX México | Neal Pyke USA Estados Unidos | Todd Scully USA Estados Unidos |

## Resultados
| Posição           | Nome             | Nacionalidade      | Tempo   | Notas |
| ----------------- | ---------------- | ------------------ | ------- | ----- |
| Medalha de ouro   | Daniel Bautista  | MEX México         | 1:28:15 |       |
| Medalha de prata  | Neal Pyke        | USA Estados Unidos | 1:30:17 |       |
| Medalha de bronze | Todd Scully      | USA Estados Unidos | 1:32:30 |       |
| 4                 | Santiago Fonseca | HON Honduras       | 1:35:20 |       |
| 5                 | Marcel Jobin     | CAN Canadá         | 1:38:42 |       |
| 6                 | Domingo Colín    | MEX México         | 1:40:02 |       |
| 7                 | Ernesto Alfaro   | COL Colômbia       | 1:41:30 |       |
| 8                 | Alexis López     | CRC Costa Rica     | 1:41:33 |       |